# Подизач нивоа тоалетне шоље
Подизач нивоа тоалетне шоље, наставак за тоалетну шољу или  подигнуте тоалетне шкоље  су помоћни технолошки уређаји који побољшавају приступачност тоалету старијим особама или особама са инвалидитетом. 

## Намена и конструкција
Ове санитарне направе помажу особама са инавлидитетом безбедан прелазак из инвалидских колица на тоалетну шољу  и тиме спречава могућност падова. Међутим неприкладни и високи додаци за тоалетну шољу или тоалетна шоља могу понекад повећати ризик од пада.

## Конструкција
Наставак за тоалетне шоље специјално је дизајниран ради постизања веће висине седалне површине тоалетне шкољке. Користи се када је потребно спречити превелико савијање у зглобу кука код особа са уграђеним ендопротезама кука, као и код особа са слабом мускулатуром доњих екстремитета, како би се олакшало седање и постављање са тоалета.
Наставак за тоалетну шољу израђује се од висококвалитетне пластике, па стандардне даске за тоалетне шкоњке у потпуности могу бити замењене овим подизачима, јер не захтевају ништа осим стандардног одржавања.
Постојећу даску за тоалет потребно је подићи и поставити наставак једноставним затезањем бочних држача којима се наставак чврсто фиксира. За њихово постављаље није потребно коришћење алата.

## Супротстављени ставовови
Неки људи ће можда сматрати да су пластични подметачи непривлачни или да носе стигму.
Док други сматрају да они могу да ометају тоалетне навике других корисника.